# الأطفال يرون الأشباح (ألبوم)
الأطفال يرون الأشباح (بالإنجليزية: Kids See Ghosts، معرَّب: كِدْزْ سِي گُوسْتْسْ) هو ألبوم الأستديو الأول لثنائي الهيب هوب الأمريكي الذي يحمل نفس اسم الألبوم، والمكون من كانييه ويست وكيد كودي. تم إصداره في تاريخ 8 يونيو 2018، من خلال شركة تسجيل كودي، تسجيلات ويكيد أوسوم، وشركة تسجيل ويست، موسيقا غود. بينما تم توزيعه من قِبَل تسجيلات ديف جام. قبل الإصدار، كانا ويست وكودي متعاونين منذ عام 2008، معبران وقتها عن رغبتهما في تسجيل ألبوم تعاوني. ومع ذلك، لم تتحقق رغبتهم، وشهد الثنائي تداعيات قصيرة في عامي 2013 و2016. بعد أن لُمَّ شملهما بعد عام، بدأت جلسات الاستديو الأولى لتسجيل الألبوم.
يشمل الألبوم مساهمات ضيوف من بوشا تي، وياسين بيه، وتاي دولا ساين، بالإضافة إلى عينة صوتية من مغني القرن العشرون لويس بريما، الذي توفي قبل تسجيل الألبوم. عمل الثنائي على أغلب الإنتاج، مع مساهمات أخرى من دوت دا جينيَس، ومايك دين، وإيڤان ماست، وبلين بات، وبوغز دا بيست، وبيني بلانكو، ونواه غولدستين، والمزيد. كان الألبوم هو الثالث من بين خمسة ألبومات أنتجها ويست في جاكسون هول كجزء من سلسلة ألبومات «جلسات وايومنغ»، حيث تم إصدار كل منها أسبوعيًا في صيف عام 2018. تبع الألبوم إصدار ألبوم بوشا تي، دايتونا، وألبوم ويست، ييه، بينما تبعه إصدار ألبوم ناز، ناصر، وألبوم تيانا تيلور، كي تي إس إي.
لاحظ المعلقون أن نوع موسيقى الألبوم هو مزيج من الهيب هوب والسايكدليا. يتحدث الألبوم عن مشاكل الصحة النفسية التي عانيا منها ويست وكودي في السابق. صمم الغلاف الفنان الياباني المعاصر تاكاشي موراكامي؛ مستندًا في ذلك إلى سلسلة طباعة المناظر الطبيعية لهوكوساي، مشاهد جبل فوجي الستة والثلاثون. تلقى الألبوم إشادة واسعة من نقاد الموسيقى، والذين أشاروا إلى انسجام ويست وكودي بمدح، بينما لاحظ البعض تحسنًا عن عمل ويست السابق. تم تسميته كأحد أفضل ألبومات 2018 من قبل العديد من المنشورات، وأيضًا تم تصنيفه بين قوائم نهاية العقد 2010–2019 من بعض المنشورات.
ظهر الألبوم في المركز الثاني على قائمة بيلبورد 200 للألبومات الأمريكية، مصبحًا ألبوم ويست العاشر على التوالي ليظهر في أحد المراكز الخمسة الأولى على القائمة، وألبوم كودي السادس ليفعل ذلك. كما احتلَّ المراكز الخمسة الأولى في ثماني دول أخرى، بما في ذلك كندا وإستونيا. عدد من أغاني الألبوم ظهروا على لوائح في دول مختلفة، بما في ذلك «مولود من جديد» ("Reborn") و«البُعد الرابع» ("4th Dimension"). قام الثنائي بتأدية عروض غنائية للألبوم منذ إصداره مع عروض في كرنفال كامب فلوق غناو في 2018، ومهرجان كوتشيلا فالي للموسيقى والفنون في 2019.

## غلاف الألبوم والعنوان
في أغسطس 2017، زارا ويست وكودي استديو الفنان الياباني تاكاشي موراكامي في طوكيو، ونشر موراكامي صور للثلاثي عبر موقع إنستغرام. كان ويست قد تعاون سابقًا مع موراكامي لغلاف ألبومه الإستديو الثالث تخرُّج (Graduation) في عام 2007، والرسوم المتحركة للفيديو الموسيقي لأغنية الألبوم الافتتاحية، «صباح الخير» ("Good Morning").
في 22 أبريل 2018، شارك ويست رسومات موراكامي المتعلقة بالألبوم، مؤكدًا أن عنوان الألبوم هو الأطفال يرون الأشباح. أشار موراكامي إلى أن ويست طرح فكرة رسم شخصيتا دب وثعلب مجسمان، ليمثلا ويست وكودي في الرسومات. اقترح كودي في البداية أن يتم تمثيل شخصيته على شكل كلب، ولكن عند رؤيته لنموذج مبدئي، أصر ويست على أن الثعلب يمثل كودي بشكل أفضل. كشف كودي عن عمل موراكامي الفني النهائي للألبوم في يوم 6 يونيو 2018. تترجم أحرف الكانجي المقلوبة للعمل الفني إلى «فوضى».
صرَّح موراكامي بأن عمل هوكوساي التصويري مشاهد جبل فوجي الستة والثلاثون كان أساس العمل الفني للغلاف. تمت مقارنة العمل أيضًا بقطعة موراكامي نفسه لعام 2001 «مانجي فوجي»، مع أوجه التشابه بما في ذلك خلفية جبل فوجي والأشجار المنحنية وشخصيات موراكامي «البيضاوية» المميزة. باستثناء الشخصيات «البيضاوية» التي تم تصغيرها ووضعها على اليسار، لم تشهد العناصر المأخوذة من «مانجي فوجي» أي تغييرات في الموضع.

## قائمة الأغاني
| 1.            | "أشعر بالحب" ("Feel the Love")                                     | كانييه ويست سكوت ميسكودي مايك دين إيڤان ماست بينجامين ليڤين تيرينس ثورنتون جيرمي نتزمان أنثوني رابيولا | ويست بيني بلانكو [a] دين [a] بلين بات [b] ماست [b] جاستن فيرنون [b] فرانسس آند ذا لايتس [b] كاشمير كات [b] نواه غولدستين [b] | 2:45  |       |       |       |       |       |       |       |       |
| 2.            | "نار" ("Fire")                                                     | ويست ميسكودي ماست أندري بينجامين                                                                       | ويست كيد كودي بوغز دا بيست آندري 3000 ماست [b]                                                                               | 2:20  |       |       |       |       |       |       |       |       |
| 3.            | "البعد الرابع" ("4th Dimension")                                   | ويست ميسكودي دين لويس بريما                                                                            | ويست دين [b] غولدستين [b] بلين بات [c] بوغز دا بيست [c]                                                                      | 2:33  |       |       |       |       |       |       |       |       |
| 4.            | "حُرررر (بلدة مهجورة، الجزء الثاني)" ("Freeee (Ghost Town, Pt. 2)") | ويست ميسكودي تايرون غريفين، الابن دين جيف باسكر كورين ليتلر                                            | ويست كودي دين [a] باسكر [a] بووغز دا بيست [a] آندرو داوسن [b] آندي سي [b] راسل "لَڤ" كروز [b]                                 | 3:26  |       |       |       |       |       |       |       |       |
| 5.            | "مولود من جديد" ("Reborn")                                         | ويست ميسكودي ماست أولابيدو أمويشور                                                                     | كيد كودي دوت دا جينيَس بلين بات [a] ماست [a] بلانكو [b]                                                                       | 5:24  |       |       |       |       |       |       |       |       |
| 6.            | "الأطفال يرون الأشباح" ("Kids See Ghosts")                         | ويست ميسكودي ياسين بيه داوسن [d] فيرنون                                                                | ويست كيد كودي بلين بات داوسن [b] فيرنون [b] غولدستين [b]                                                                     | 4:05  |       |       |       |       |       |       |       |       |
| 7.            | "مونتاج كودي" ("Cudi Montage")                                     | ويست ميسكودي دين كيرت كوبين                                                                            | كيد كودي دوت دا جينيَس دين [a]                                                                                                | 3:17  |       |       |       |       |       |       |       |       |
| المدة الكلية: | المدة الكلية:                                                      | المدة الكلية:                                                                                          | 23:50 | 23:50 | 23:50 | 23:50 | 23:50 | 23:50 | 23:50 | 23:50 | 23:50 | 23:50 |

الملاحظات
- ^[a] يشير إلى منتج مشارك
- ^[b] يشير إلى منتج إضافي
- ^[c] يشير إلى مبرمج إضافي
- ^[d] آندرو داوسن يُنسب إليه باعتباره «مهايئ» في ملاحظات الألبوم الرسمية.

ائتمانات المقتطفات الصوتية
- «نار» تحتوي على مقتطف صوتي من الأغنية «إنهم قادمون ليأخذونني، ها-هااا!» (They're" Coming to Take Me Away, Ha-Haaa!")، والتي ألفها وأداها جيري «نابوليون الرابع عشر» سامويلز.
- «البعد الرابع» تحتوي على مقتطف صوتي من الأغنية «ماذا سيقول بابا نويل (عندما يجد الكل يتأرجح» ("What Will Santa Claus Say (When He Finds Everybody Swingin')")، والتي ألفها وأداها لويس بريما؛ وأيضًا مقتطف صوتي آخر غير مذكور من الأغنية «يومًا ما» ("Someday")، والتي ألفتها وأدتها شيرلي آن لي.[6]
- «حرررر (بلدة مهجورة، الجزء الثاني)» تحتوي على مقتطف صوتي من الأغنية «ستارك» ("Stark")، والتي ألفها وأداها كورين «مستر تشوب» ليتلر؛ ومقتطف صوتي آخر غير مذكور من خطاب لماركوس غارفي؛ ومقتطفات من أغنية ويس السابقة «بلدة مهجورة» ("Ghost Town").[6]
- «مونتاج كودي» تحتوي على مقتطف صوتي من الأغنية «احرق المطر» ("Burn the Rain")، والتي ألفها وأداها كيرت كوبين.

## تاريخ الإصدارات
| المنطقة     | التاريخ        | شركة الإنتاج                  | الصيغ(ـة)                 | المرجع |
| ----------- | -------------- | ----------------------------- | ------------------------- | ------ |
| مناطق عديدة | 8 يونيو 2018   | ويكيد أوسوم غود ميوزك ديف جام | التحميل الرقمي بث الوسائط | [ 7 ]  |
| فرنسا       | 3 أغسطس 2018   | ويكيد أوسوم غود ميوزك ديف جام | قرص مضغوط (سي دي)         | [ 8 ]  |
| مناطق عديدة | 28 سبتمبر 2018 | ويكيد أوسوم غود ميوزك ديف جام | قرص مضغوط (سي دي)         | [ 9 ]  |